# 미국의 영주권

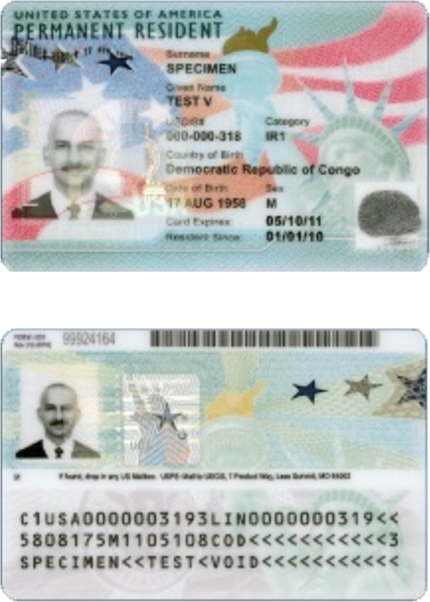
미국의 "영주권자 카드"(종종 "그린 카드"라고 불린다)의 샘플(2017).

미국의 영주권은 미국에 영구적으로 주거, 체류, 일할 수 있는 권리. 미국 상원, 하원의원, 및 대통령 투표를 제외한 대부분의 미국 시민권자들이 누릴 수 있는 권리를 누릴 수 있고, 혜택을 받을 수 있다. 미국에서 대개 Residents 라고 한다.

### 미국 영주권의 종류
아래 표에서 호스트는 고용주를 뜻함.
| 종류     | 이름                                 | 조건 | 혜택                                                               |
| -------- | ------------------------------------ | --- | ------------------------------------------------------------------ |
| EB-1A    | 전문직 고학력자의 이민               | 국내외의 세계적 상 수상. 해당 분야의 세계적 단체의 회원. 논문의 갯수 및 인용횟수. 영향력 등 미국이 정한 10개의 조건 중 3개 이상. 대부분의 경우 대학원 박사과정 이수. | 가족 동시신청 가능, 고속 수속 가능 ($1225 추가납부), 호스트 불필요 |
| EB-1B    | 전문직 고학력자의 이민 (호스트 필요) | EB-1A 와 비슷. 하지만 대부분의 대학교수들이 이 조건으로 대학에 호스트를 걸어 EB-1B 영주권을 취득                                                                     | I-140 고속 수속 가능 ($1225 추가납부)                              |
| EB-1C    | 대기업 임원급의 이민                 | 삼성전자등 미국지사가 있는 회사들의 임원이 미국내 지사에서 일할 목적으로 신청하는 영주권                                                                             | I-140 고속 수속 가능 ($1225 추가납부)                              |
| EB-2     | 전문직의 이민                        | 전문적인 학위를 가지고 있고 해당 분야에서 최소 3년 이상 일한 사람. 호스트가 필요.                                                                                    |                                                                    |
| EB-2 NIW | 전문직의 이민 (호스트 불필요)        | 의사, 간호사등 전문직의 이민, 호스트가 필요 없고 원하는 주거구역 및 취업 가능                                                                                        | 호스트 불필요.                                                     |
| EB-3     | 숙련직의 이민                        | 숙련직으로 미국에서 취업하고자 하는 경우 신청. 호스트가 필요함. |                                                                    |
| EB-4     | 종교인의 이민                        | 목사 등 종교인 |                                                                    |
| EB-5     | 투자이민                             | 105만불 직접 투자해 직접적인 고용 창출, 또는 80만불 간접투자(TEA 지역 기준)해 고용 유도.                                                                             |                                                                    |

### 미국 영주권 취득

#### 미국내에서의 영주권 취득
미국내에서 영주권을 취득할 수 있는 방법은 몇몇가지가 있다. 가장 흔한 방법으로는 미국내에서 비이민비자를 받고 살다가 영주/시민권자와 결혼을 하거나, 취업비자로 비자를 바꿔 일을 하며 살다가 취업스폰서와 함께 영주권을 진행하는 경우다. 미국내에서 영주권을 신청하냐, 미국 국외에서 영주권을 취득하냐에 따라 취득 방법이 다르니 주의해야한다.
일단 USCIS에 I-140 양식을 제출 한 뒤 I-485 양식을 추가적으로 제출해야한다. 매우 비싸다. 정상적인 처리비용이며 USCIS의 건물에 가면  이민자들의 돈으로 떡칠해 지어놓은 고급스러운 내부를 가진 건물을 볼 수 있다.
이후 신검후 지문을 채취하고 인터뷰를 가진다. 이 코스를 진행하는 동안 여행허가서를 받기 전에 미국에서 출국하면 큰 불이익이 될 수 있으니 주의할 것.

#### 미국 국외에서의 영주권 취득

##### 서류 준비 및 신청
대게 이민회사를 통해 같이 준비하며, 서류 준비에만 오랜 시간이 소요된다. 미국 국외에서 영주권을 취득하는 경우 일단 USCIS에 I-140 이민청원서를 제출해야한다. (EB-5 투자이민의 경우 다르게 I-526 서류를 제출해야한다. ) 이때 모든 서류는 6개윌 내에 발급된 진본 서류를 가지고 있어야 하며, 시간이 늘어지면 새 서류와 예전 서류를 둘다 가지고 있어야 한다. 이때 또 수수료를 납부해야하는데, 이 수수료를 납부하지 않으면 더 이상 진행이 되지 않으며, 하물며 진행이 된다 한들, 나중에 그린카드 (I-551)가 발급되지 않으니 주의할 것.

##### I-130의 승인 및 DS-260 신청, 신체검사, 인터뷰 및 이민비자 발급
이후 승인이 되면 NVC (National Visa Center) 로 이관되며, 이때 DS-260을 작성해야한다. 거의 검찰 조사 수준으로 자세한 기록을 요구한다. 가이드북도 110쪽이 넘어갈 정도다. 이렇게 DS-260 을 납부하고 승인이 되면 인터뷰 날짜를 잡으라고 하는게 아니라 날짜 자체를 통보해주는데, 이 날짜를 바꿀 수는 있으나, 한참 뒤인 경우도 많아서 가능하면 통보된 날에 인터뷰를 하는 것을 권장한다. 이때 인터뷰 전에 신체검사를 받아야 하며, 이 신체검사지는 대부분 6개월 동안만 유효하다. 신체검사지는 서면으로 나오기도 하고, 주한미국대사관에 자동으로 전송되기도 한다.
그리고 날짜에 맞춰서 주한미국대사관에 나가서 인터뷰를 보면 되는데 단정한 차림으로 가면 된다. 서류도 다 보완되어 있고 큰 문제가 없는 경우 이민비자가 발급되며, 여권은 가져간뒤 몇일 뒤 일양택배로 집에 오게된다. 이때 노란색 서류봉투에 담긴 서류들을 절대 꺼내보면 안된다. 출국 해야하니 여권 패킷만 열어야 한다. 그리고 이 이민비자의 만료일 전에 무조건 미국내에 입국해야한다. 한가지 주의할 것은 이 이민비자는 영주권이 아니다. 단순히 미국에 입국할 수 있는 허가를 내주는 것 뿐.

##### 미국 입국 및 그린카드 (I-551) 발급
미국 입국과 동시에 대부분 (거의 100%)의 이민비자 소지자들은 세컨더리 룸으로 불려간다. 허나 이들은 모두 합법적인 절차를 거쳐 이민을 추친중인 사람들이니 험악한 분위기는 아니다. 이때 이들이 미국에 입국된 것이 최종적으로 확인이 되면 그린카드가 제작되기 시작하며 DS-260에 적힌 주소로 그린카드가 배송되게 된다. 3-6주가 걸리며, 우편이 도착하면 최대한 빨리 수령하길 바란다. 만약 미국내에 입국후 바로 한국이나 기타 3국으로 재출국 해야한다면 입국할 때 최대 1년동안 유효한 일반 미국 입국 스탬프와 다른 스탬프를 받게되며, 이것이 최대 1년동안 영주권 카드를 대체할 수 있다. 이 스탬프가 있으면, 미국 입국시 영주권자, 미국 시민권자, 캐나다 시민권자들이 사용하는 내국인 전용 통로로 입국이 가능하다.

#### 신청시 주의할 점
모든 서류들은 정직하고 조작되지 않은 진본들로 준비되어야 한다. 만약 후에 서류가 조작되었거나, 거짓인 것이 밝혀지면 영주권은 즉시 박탈되며 즉시 추방된다. 후에 미국에 영구적으로 입국이 금지될 수도 있다. 다시는 영주권을 신청 할 수 없을 것이다.

### 미국 시민권 신청
미국 영주권자들의 권리중 하나는 미국 시민권을 신청할 수 있는 권리이다. 이들은 미국 영주권 취득으로부터 5년, 미국에 직접적으로 거주한지 3년이 지나면 미국시민권 신청자격이 주어진다. 예외로 결혼으로 인한 영주권 취득의 경우, 3년 이상 소지, 1년 반 이상 미국에서 거주하면 신청 자격이 주어진다.

## 같이 보기
- 영주권
- 시민권
- 미국 시민권
- 외국인
- 귀화